# Ла Меса дел Сењор (Уатуско)
Ла Меса дел Сењор (шп. La Mesa del Señor) насеље је у Мексику у савезној држави Веракруз у општини Уатуско. Насеље се налази на надморској висини од 1251 м.

## Становништво
Према подацима из 2010. године у насељу је живело 18 становника.

### Хронологија
| Година       | 2000         | 2005         | 2010 |
| ------------ | ------------ | ------------ | ---- |
| Становништво | 25 (10 / 15) | 39 (15 / 24) | 18   |

### Попис
| # | Индикатор                     | Вредност |
| - | ----------------------------- | -------- |
| 1 | Укупно домаћинстава           | 2        |
| 2 | Укупно насељених домаћинстава | 1        |
| 3 | Величина локације             | 1        |